# Coccobius varicornis
Coccobius varicornis är en stekelart som först beskrevs av Howard 1881.  Coccobius varicornis ingår i släktet Coccobius och familjen växtlussteklar. Inga underarter finns listade i Catalogue of Life.